# Dalea gypsophila
Dalea gypsophila är en ärtväxtart som beskrevs av Rupert Charles Barneby. Dalea gypsophila ingår i släktet Dalea, och familjen ärtväxter. Inga underarter finns listade i Catalogue of Life.